# ネトラセラレ
『ネトラセラレ』は、色白好による日本の漫画作品。竹書房「ナマイキッ!」にて2013年10月号（2013年8月26日発売）から2016年8月号（2016年6月27日発売）まで連載された。のちに成人漫画やアダルトビデオの定番シチュエーションとなる“寝取られもの（NTR）”の先鞭ともなった作品である。2015年にオリジナルビデオとしてアニメーション化、2018年に実写ドラマ化も果たしている。

## あらすじ
はたから見れば幸せそうな夫婦、伊澄秀次郎と春花。二人は幸せそうに見え、そして愛し合っていた。しかし秀次郎には他人には理解しがたい性癖があった。他人に寝取られている妻の姿にしか性的に興奮できなかったのだ。「他の男と寝て欲しい」。歪んだ感情は愛情か、変態か。

## 登場人物
伊澄 春花
美人妻。本作ヒロイン。秀次郎の告白に戸惑ったが、次第にシチュエーションにハマっていき、秀次郎を困惑させることに性的衝動を覚えるようになる。
伊澄 秀次郎
結婚2年目の旦那。本作主人公。妻の寝取られる姿に興奮を覚えるというゆがんだ性癖を持つ。このことは結婚後長らく黙っていたが、新婚2年目、ついに意を決し、他の男と寝てほしいと告白する。
高倉
近所に引っ越してきた秀次郎の友人であり、春花の元カレ。秀次郎の性癖を目覚めさせたきっかけの人物。
秀次郎父
秀次郎の父親。母と睦まじく暮らす良識人のように思われたが、秀次郎の懇願により、春花と性交渉を行う。

## 書誌情報
- 色白好 『ネトラセラレ』 竹書房〈バンブーコミックス COLORFUL SELECT〉、全3巻
  1. 2014年7月26日発売、ISBN 978-4-8124-8735-8
  2. 2015年7月27日発売、ISBN 978-4-8019-5314-7
  3. 2016年7月27日発売、ISBN 978-4-8019-5600-1

## アニメ
原作の絵をトレースしアニメーションさせる「インモーション」方式を採用し、ケイ・エム・プロデュース・EDGE（エッジ）レーベルからオリジナルビデオとしてリリース。全2巻。1巻あたり約20分。上巻が2015年7月24日、下巻が同年9月25日に発売。

### キャスト（アニメ）
- 春花 – 夢野ぼたん
- 秀次郎 – ますおかゆうじ
- 後藤 – 鎌田かける
- 河井 – 藤森ゆき奈
- 秀次郎父 – 小次狼
- 秀次郎母 – 秋本ねりね

### スタッフ（アニメ）
- 監督 – 近藤隆史
- 美術監督 – 一二三
- 企画制作 – ワールドK
- 制作 – ケイ・エム・プロデュース
- 発売 – ワールドK、ケイ・エム・プロデュース
- 販売 – トップ・マーシャル
- 制作著作 – 竹書房、ネトラセラレ製作委員会

## 実写ドラマ
2018年4月、三上悠亜とかもめんたる・岩崎う大を主演に迎え、実写ドラマ化。4月2日よりDMM R-18にて先行配信が行われた。同月27日よりDVDが発売。DVDは劇場公開を想定して編集されたR-15版の「ディレクターズカット版」が全1巻。DMM R-18と同内容である「R-18版」が全3巻。それぞれ1巻あたり約170分。

### キャスト（実写ドラマ）
- 春花 – 三上悠亜[5][6]
- 秀次郎 – 岩崎う大（かもめんたる）
- 高倉 – 保本将輝
- 同僚 – 東ブクロ（さらば青春の光）
- 同僚 – 風間ゆみ
- 同僚 – 向井藍

### スタッフ（実写ドラマ）
- 監督 – 仁同正明
- 制作協力 – リバプール
- 制作著作 – 竹書房、ネトラセラレ製作委員会